# オルガン協奏曲集作品4 (ヘンデル)

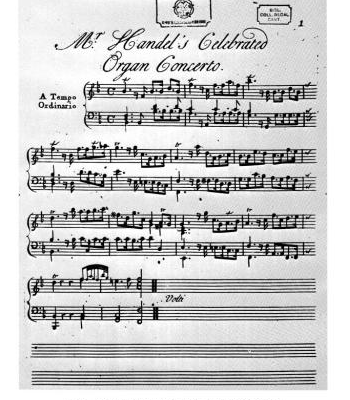
第2番の独奏用楽譜

『オルガン協奏曲集』（オルガンきょうそうきょくしゅう）作品4 HWV 289-294は、ゲオルク・フリードリヒ・ヘンデルによって1735-1736年ごろに作曲・初演され、1738年に出版されたオルガンのための協奏曲集。6曲から構成される。
後に出版されたオルガン協奏曲集第2集（作品番号なし、6曲。ただし真の協奏曲は2曲のみで、他は独奏曲）・第3集（作品7、6曲）と区別するため、この協奏曲集は第1集と呼ばれる。
バロック時代まで鍵盤楽器は独奏楽器または通奏低音楽器としてのみ使われていた。ヘンデルのオルガン協奏曲は、バッハのチェンバロ協奏曲と並んで鍵盤楽器用の協奏曲の最初の作品とされる。

## 概要
ヘンデルのオルガン協奏曲や合奏協奏曲は、劇場の舞台作品の幕間余興として演奏されるものだった。オルガンはヘンデル本人によって演奏されたが、しばしばヘンデルの即興によっていたと考えられ、譜面上には「Organo ad libitum」という指定が多数見られる。ヘンデルが使ったオルガンは教会のオルガンではなく劇場の演奏会のために設計されたもので、ほとんどペダルを使用していない。当時の聴衆はオラトリオ以上にヘンデルの演奏を喜んだといわれる。
ヘンデルのオルガン協奏曲は鍵盤楽器の独奏のみの部分と管弦楽を含む全奏の部分が交替するが、管弦楽を除いて独奏曲として演奏することも可能だった。当時の出版譜では鍵盤楽器のパートのみが出版され、ハープシコード独奏によって演奏されていた。
作品4はヘンデルの公認出版契約者であったロンドンのジョン・ウォルシュ（子）から1738年10月4日に出版されたが、最初はやはり「ハープシコード、またはオルガンのための6つの協奏曲集」として独奏部分のみが出版された。管弦楽の譜面は2か月後の12月2日に出版された。協奏曲集の出版は海賊版への対抗手段としての目的を持っていた。
曲は第1・2・3・5番が緩-急-緩-急の4楽章形式、4番が急-緩-緩-急の4楽章形式、6番が急-緩-急の3楽章形式で書かれている。4楽章のものはいずれも第3楽章が短調の短い曲で、経過句に近いものもある。最終楽章は4番のみがポリフォニー的で、それ以外は舞曲的である。

## 第1番 ト短調 HWV 289
頌歌『アレクサンダーの饗宴』第2部最後の合唱の前に挿入される形で1736年2月19日に初演された。偶数楽章は長調になる。
編成: オルガン（またはチェンバロ）、オーボエ2、弦楽器、通奏低音
1. Larghetto, e staccato 3⁄4拍子
2. Allegro 4⁄4拍子 - ト長調。
3. Adagio 4⁄4拍子 - ホ短調。
4. Andante 3⁄8拍子 - ト長調。

## 第2番 変ロ長調 HWV 290
オラトリオ『エステル』を1735年3月5日に再演したときに演奏されたものかという。作品4の6曲のうち、この曲のみが2段鍵盤を使用する。
編成: オルガン（またはチェンバロ）、オーボエ2、弦楽器、通奏低音
1. A tempo ordinario, e staccato 4⁄4拍子 - ごく短い、序奏風の音楽。
2. Allegro 4⁄4拍子
3. Adagio, e staccato 4⁄4拍子 - オーボエは休む。
4. Allegro, ma non presto 3⁄8拍子

## 第3番 ト短調 HWV 291
第2番と同様、オラトリオ『エステル』を1735年3月5日に再演したときに演奏されたものかという。この曲はリピエーノのほかに独奏ヴァイオリンと独奏チェロのコンチェルティーノを含む。
編成: オルガン（またはチェンバロ）、独奏ヴァイオリン、独奏チェロ、オーボエ2、弦楽器、通奏低音
1. Adagio 4⁄4拍子
2. Allegro 3⁄4拍子
3. Adagio 3⁄2拍子
4. Gavotte (Allegro) 2⁄2拍子 - リコーダー・ソナタ 作品1-2 HWV 360の最終楽章と旋律が共通する。

## 第4番 ヘ長調 HWV 292
オラトリオ『アタリア』を1735年4月1日に再演したときに演奏された。
編成: オルガン（またはチェンバロ）、オーボエ2、弦楽器、通奏低音
1. Allegro 4⁄4拍子
2. Andante 4⁄4拍子
3. Adagio 4⁄4拍子
4. Allegro 4⁄4拍子

## 第5番 ヘ長調 HWV 293
リコーダー・ソナタ 作品1-11 HWV 369の編曲。オラトリオ『デボラ』を1735年3月26日に再演したときに演奏されたものかという。
編成: オルガン（またはチェンバロ）、オーボエ2、弦楽器、通奏低音
1. Larghetto 3⁄4拍子
2. Allegro 4⁄4拍子
3. Alla Siciliana 12⁄8拍子
4. Presto 12⁄8拍子

## 第6番 変ロ長調 HWV 294
頌歌『アレクサンダーの饗宴』第1部のレチタティーヴォ「いと高く座したるティモテウス」の後に挿入される形で1736年2月19日に初演されたハープ協奏曲 HWV 294aの異稿にあたる。
編成: ハープ（またはオルガン）、リコーダー2、ヴァイオリン（弱音器つき）、通奏低音（ヴィオラ・チェロ・コントラバス・チェンバロ）
1. Andante allegro 4⁄4拍子
2. Larghetto 3⁄4拍子
3. Allegro moderato 3⁄8拍子